# Leptoseps osellai
Leptoseps osellai — вид сцинкоподібних ящірок родини сцинкових (Scincidae). Ендемік Таїланду. Вид названий на честь італійського ентомолога Джузеппе Оселли.

## Поширення і екологія
Leptoseps osellai мешкають в провінції Чіангмай на півночі Таїланду. Вони живуть у вологих тропічних лісах в передгір'ях, на висоті від 500 до 600 м над рівнем моря.